# L'Amiral Canaris
Pour les articles homonymes, voir Canaris.
Pour plus de détails, voir Fiche technique et Distribution.
L'Amiral Canaris (Canaris) est un film allemand réalisé par Alfred Weidenmann, sorti en 1954.
Le film s'inspire de la vie de Wilhelm Canaris, responsable de l'Abwehr, le service de renseignements de l'armée allemande, durant la Seconde Guerre mondiale.

## Synopsis
L'amiral Canaris dirige l'Abwehr, les services secrets allemands, depuis 1937 et a pour cette raison plusieurs rivaux tel Reinhard Heydrich, le directeur du Reichssicherheitshauptamt. Cependant, Canaris est tourmenté par d'autres problèmes : il se rend compte de plus en plus de l'inhumanité de la dictature d'Adolf Hitler et commence à douter du régime. Il prend contact avec la Résistance et son chef, le comte Claus von Stauffenberg. Après le complot du 20 juillet 1944, Canaris est écarté de ses fonctions. Peu avant la fin de la guerre, la participation de Canaris est découverte, il est alors exécuté.

## Fiche technique
- Titre : L'Amiral Canaris
- Titre original : Canaris
- Réalisation : Alfred Weidenmann, assisté de Wieland Liebske et de Holger Lussmann
- Scénario : Erich Ebermayer, Herbert Reinecker
- Musique : Siegfried Franz (de)
- Direction artistique : Rolf Zehetbauer
- Photographie : Franz Weihmayr
- Son : Fritz Schwarz
- Montage : Ilse Voigt (de)
- Production : Emile J. Lustig
- Sociétés de production : Fama-Film
- Société de distribution : Europa-Filmverleih AG
- Pays d'origine :  Allemagne de l'Ouest
- Langue : allemand
- Format : Noir et blanc - 1,37:1 - Mono - 35 mm
- Genre : Drame, Biographie
- Durée : 92 minutes
- Dates de sortie :
  - Allemagne de l'Ouest : 30 décembre 1954.
  - France : 12 octobre 1955.
- Affiche : Jean Mascii (France)

## Distribution
- O. E. Hasse : Wilhelm Canaris
- Adrian Hoven : Premier-lieutenant Althoff
- Barbara Rütting : Irene von Harbeck
- Martin Held : Reinhard Heydrich
- Wolfgang Preiss : Colonel Holl
- Peter Mosbacher : Fernandez
- Arthur Schröder (de) : Von Harbeck
- Charles Regnier : Baron Trenti
- Franz Essel (de) : Beckmann
- Herbert Wilk : Colonel Degenhard
- Klaus Miedel (de) : Capitaine français
- Alice Treff (de) : Mlle Winter, secrétaire
- Ilse Fürstenberg : Mme Lüdtke
- Oskar Lindner : Officier de la Gestapo
- Nora Hagist : Assistante de la Luftwaffe
- Friedrich Steig : Major Ullmann
- Otto Braml : Capitaine Behrens
- Joseph Offenbach : Chaffeur de taxi à Paris
- Arno Paulsen : Chaffeur de taxi à Berlin
- Arthur Wiesner (de) : Radtke, technicien

## Récompenses et distinctions
- Prix du film allemand 1955 :
  - Prix du Film allemand pour le meilleur film
  - Prix pour le meilleur réalisateur : Alfred Weidenmann
  - Prix pour le meilleur scénario : Herbert Reinecker
  - Prix pour le meilleur acteur dans un second rôle pour Martin Held

## Autour du film
Un extrait des actualités, montrant le peuple acclamant Hitler à son entrée dans Vienne en 1938, dut être retiré à la demande de la commission de contrôle et de l'Office des Affaires étrangères d'Allemagne qui craignaient des effets indésirables lors de la présentation du film à l'étranger.